# Magnus Landin Jacobsen
Magnus Landin Jacobsen, o simplemente Magnus Landin, (Søborg, 20 de agosto de 1995) es un jugador de balonmano danés que juega de extremo izquierdo en el THW Kiel de la Bundesliga. Es internacional con la Selección de balonmano de Dinamarca. Es hermano del también jugador de balonmano Niklas Landin.
Con la selección disputó el Campeonato Mundial de Balonmano Masculino de 2017, el primero con la selección danesa.

## Palmarés

### Selección nacional
| Juegos Olímpicos   | Juegos Olímpicos             | Juegos Olímpicos  | Juegos Olímpicos |
| Año                | Lugar                        | Medalla           |                  |
| ------------------ | ---------------------------- | ----------------- | ---------------- |
| 2020               | Tokio                        | Medalla de plata  |                  |
| 2024               | París                        | Medalla de oro    |                  |
| Campeonato Mundial |                              |                   |                  |
| Año                | Lugar                        | Medalla           |                  |
| 2019               | Alemania y Dinamarca         | Medalla de oro    |                  |
| 2021               | Egipto                       | Medalla de oro    |                  |
| 2023               | Polonia y Suecia             | Medalla de oro    |                  |
| 2025               | Croacia, Dinamarca y Noruega | Medalla de oro    |                  |
| Campeonato Europeo |                              |                   |                  |
| Año                | Lugar                        | Medalla           |                  |
| 2022               | Hungría y Eslovaquia         | Medalla de bronce |                  |
| 2024               | Alemania                     | Medalla de plata  |                  |

### Kiel
- Copa de Alemania de balonmano (2): 2019, 2022
- Copa EHF (1): 2019
- Liga de Alemania de balonmano (3): 2020, 2021, 2023
- Liga de Campeones de la EHF (1): 2020
- Supercopa de Alemania de balonmano (4): 2020, 2021, 2022, 2023

## Clubes
- Hellerup IK ( -2013)
- Nordsjælland HB (2013-2014)
- KIF København (2014-2018)
- THW Kiel (2018- )